# 70 (numero)
Settanta (cf. latino septuaginta, greco ἑβδομήκοντα) è il numero naturale dopo il 69 e prima del 71.

## Proprietà matematiche
- È un numero pari.
- È un numero composto, con i seguenti divisori: 1, 2, 5, 7, 10, 14, 35 e 70. Poiché la somma dei divisori (escluso il numero stesso) è 74 > 70, è un numero abbondante.
- È un numero sfenico.
- È un numero fatidico.
- È un numero pentagonale.
- È un numero tridecagonale.
- È un numero pentatopico.
- È un numero idoneo.
- È un numero di Harshad.
- È parte delle terne pitagoriche (24, 70, 74), (42, 56, 70), (70, 168, 182), (70, 240, 250), (70, 1224, 1226).
- È un numero a cifra ripetuta nel sistema di numerazione posizionale a base 9 (77) e in quello a base 13 (55).
- È un numero felice.
- È un numero intero privo di quadrati.
- È un numero congruente.
- È un numero odioso.

## Astronomia
- 70P/Kojima è una cometa periodica del sistema solare.
- 70 Panopaea è un asteroide della fascia principale del sistema solare.
- NGC 70 è una galassia spirale della costellazione di Andromeda.

## Astronautica
- Cosmos 70 è un satellite artificiale russo.

## Chimica
- È il numero atomico dell'Itterbio (Yb), un lantanoide.

## Religione
Nella tradizione biblica 70 (o alternativamente 72) è un numero simbolico di totalità.
- È il numero dei discendenti di Noè, secondo la Tavola delle Nazioni nel decimo capitolo della Genesi (Nella Septuaginta sono 72). Essi sono i capostipiti di tutti i popoli conosciuti dagli antichi ebrei.
- È il numero di anziani che il Signore nomina con Mosè per governare Israele (Esodo 24,1[1]). Il numero 70 è immagine dell'intera umanità che viene rappresentata.
- È il numero dei saggi che composero e approvarono la traduzione greca dell'Antico Testamento. Alcuni testi parlano di 72 saggi.
- È il numero dei discepoli scelti da Gesù secondo alcuni manoscritti di Luca 10,1[2] e Luca 10,17[3]. Altri manoscritti degli stessi versetti parlano di 72 discepoli.
- Nel vangelo di Matteo Gesù insegna che bisogna perdonare non sette volte, ma settanta volte sette (Mt 18, 21-22).

## Convenzioni

### Calendario
- Si usa dire che una coppia dopo 70 anni di matrimonio festeggia le nozze di platino.

### Informatica
- La IANA raccomanda l'utilizzo di questo numero di porta nel protocollo Gopher